# Rubyiro
Der Rubyiro ist ein linker Nebenfluss des Ruzizi im Distrikt Rusizi in der Westprovinz von Ruanda.
Er verläuft im Distrikt nach Süden und mündet in den vom Kiwusee abfließenden Ruzizi, der die Grenze zur Demokratischen Republik Kongo bildet. In diesen mündet 1 bis 2 Kilometer weiter flussabwärts der Ruhwa. Der Ruzizi fließt weiter nach Süden zum Tanganjikasee. Das Einzugsgebiet des Rubyiro liegt ganz in Ruanda und umfasst eine Fläche von 420 km².